# Дослідження Меркурія
Дослідження і вивчення Меркурія — це науковий процес збору, систематизації та зіставлення даних про планету Меркурій.

## Історія

### Стародавні та середньовічні спостереження
Найдавніше відоме спостереження Меркурія було зафіксовано в збірнику вавилонських астрологічних таблиць. Це спостереження, швидше за все, було виконано ассирійськими астрономами приблизно в XIV столітті до н.е..
Шумерська назва, що використовується для позначення Меркурія в збірнику астропологічних таблиць, може бути транскрибована у вигляді UDU.IDIM.GU\U4.UD («стрибаюча планета»). Спочатку планету асоціювали з богом Нінурта, а в пізніших записах її називають «Набу» в честь бога мудрості й писемного мистецтва.
У Стародавній Греції, за часів Гесіода, планету знали під назвами Στίλβων («Стилбон») і Ἑρμάων («Гермаон»). Назва «Гермаон» є формою імені бога Гермеса. Пізніше греки стали називати планету «Аполлон».
У Стародавньому Китаї Меркурій мав назву Чень-сін (辰星), «Ранкова зірка». Він асоціювався з напрямом на північ, чорним кольором і елементом води в У-сін. За даними «Ханьшу», синодичний період Меркурія за китайськими вченими зізнавався рівним 115,91 днів, а за даними «Хоу Ханьшу» — 115,88 днів[відсутнє в джерелі]. У сучасній китайській, корейській, японській та в'єтнамській культурах планета стала називатися «Водяна зірка» (水星).

### Сучасні дослідження
З початку космічної ери Меркурій досліджували зонди «Марінер-10», MESSENGER та BepiColombo.
В 2024 році апарат космічної місії BepiColombo вперше в історії показав поверхню Меркурія в середньому інфрачервоному діапазоні довжин хвиль світла. За допомогою нових зображень вчені отримали більш точне уявлення про температуру і склад поверхні найближчої до Сонця планети. За допомогою приладу MERTIS вчені отримали більш точні дані про температуру поверхні Меркурія, яка становить 420 °C.